# پادشاهی عراق
پادشاهی عراق هاشمی (به عربی: المملكة العراقية الهاشمية) در ۲۳ اوت ۱۹۲۱، پس از شکست امپراتوری عثمانی در جنگ جهانی اول و تحت قیومیت بریتانیا تأسیس شد. هر چند قیمومت آن، از طرف جامعهٔ ملل در سال ۱۹۲۰ به بریتانیا اعطا شده بود اما انقلاب ۱۹۲۰ عراق باعث شد که نقشهٔ اصلی بریتانیا مبنی بر قیمومت در هم بریزد و این امپراتوری رضایت دهد که عراق به عنوان یک پادشاهی نیمه‌مستقل زیر نظر بریتانیا اداره شود. بریتانیایی‌ها طی پیمان عراق و بریتانیا درسال ۱۹۲۲ این پادشاهی را به دودمان هاشمی که از متحدانشان بودند، سپردند. پادشاهی عراق در سال ۱۹۳۲ یعنی پس از امضای پیمان جدید عراق و بریتانیا در آن سال استقلال یافت. نخستین کودتای نظامی عراق در سال ۱۹۳۶ رخ داد که طی آن ژنرال بکر صدقی موفق شد، نخست‌وزیر مورد نظر خود را در عرصه حکومت مستقر کند. در سال‌های بعد به دلیل بی‌ثباتی سیاسی موجود در عراق، چندین کودتا رخ داد که سرانجام به کودتای ۱۹۴۱ انجامید.
نایب‌السلطنه عراق عبدالله، در طول جنگ جهانی دوم با کودتای گروه مربع طلایی به فرماندهی رشید عالی گیلانی و در پی کودتای سال ۱۹۴۱، سرنگون شد. دولتی که در پی آن تشکیل یافت، طرفدار نازی‌های آلمان بود و به همین دلیل یک ماه بعد مورد هجوم نیروهای متفقین قرار گرفت و در جنگ عراق و بریتانیا شکست خورده و سقوط کرد. با اشغال عراق از سوی بریتانیا این کشور به عنوان پایگاهی برای حمله به سوریه که تحت قیمومت فرانسه ویشی بود، استفاده شد. همچنین از عراق برای حمله به ایران (با همراهی شوروی صورت گرفت) نیز استفاده شد. در همین زمان بود که رهبر کردهای عراق به نام مصطفی بارزانی علیه حکومت مرکزی در بغداد شورش کرد اما پس از شکست به همراه پیروانش به شوروی فرار کرد.
در سال ۱۹۴۵، هنگامی که جنگ جهانی دوم رو به اتمام بود، پادشاهی عراق به سازمان ملل متحد پیوست و یکی از مؤسسان اتحادیه عرب شد. در سال ۱۹۴۸، اعتراضات خشونت‌آمیز گسترده‌ای، با نام انتفاضهٔ وثبه صورت گرفت، که با حمایت کمونیست‌ها در بغداد روی داد و دلیل آن امضای پیمان جدیدی با بریتانیا بود. خشونت‌ها تا سال بعد ادامه یافت اما با وضع مقررات حکومت نظامی که به دلیل حضور نیروهای عراقی در جنگ اعراب و اسرائیل وضع شد، آرامش نسبی برقرار شد.
ملک حسین، پادشاه اردن به همراه عبدالله، نایب‌السطلنهٔ عراق در فوریه ۱۹۵۸، تصمیم به اتحاد دو سلسله هاشمی در این دو کشور را گرفتند تا با اتحاد مصر و سوریه مقابله کنند. این اتحادیه با نام فدراسیون عربی در تاریخ ۱۴ فوریه ۱۹۵۸ شکل گرفت اما در همان سال، کودتای ژنرال عبدالکریم قاسم در عراق، منجر به انقراض پادشاهی در این کشور و در نتیجه نابودی اتحادیه شد.